# Dvojhlavý sval stehenní

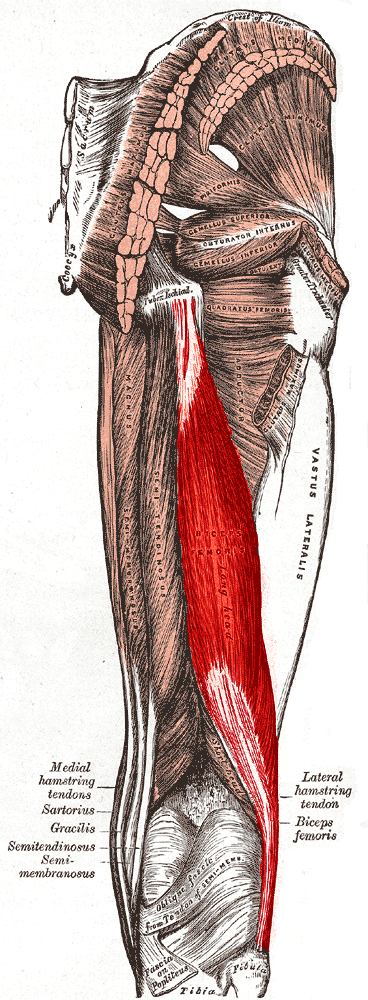
Dvojhlavý sval stehenní

Dvojhlavý sval stehenní (latinsky musculus biceps femoris) je jeden ze svalů lidského stehna. Je umístěn v zadní části stehna, jedná se tedy o jeden z ischiokrurálních svalů. Odstupuje jednak od sedací kosti (kde sdílí šlachu s pološlašitým svalem), jednak od stehenní kosti a končí úponem na lýtkové kosti. Působí proti čtyřhlavému svalu stehennímu a má dvě základní funkce – ohýbání kolene a napřimování kyčle, v čemž mu pomáhají pološlašitý sval a poloblanitý sval.